# Carolina Morais
Pour les articles homonymes, voir Morais.
Carolina Martene Miranda Morais alias Carol (née le 13 avril 1986) est une joueuse de handball angolaise. 

## Carrière
Elle est membre de l'équipe d'Angola de handball féminin, et a participé au Championnat du monde 2009 en Chine, au Championnat du monde 2011 au Brésil et aux Jeux olympiques d'été de 2012 à Londres,.
En club, elle joue au Primeiro de Agosto.

## Palmarès

### En club
compétitions internationales
- troisième de la Ligue des champions en 2019 (avec Vipers Kristiansand)

### En équipe nationale
Jeux olympiques
- 10e place aux Jeux olympiques 2012 à Londres

championnats du monde
- 11e place au championnat du monde 2009
- 8e place au championnat du monde 2011

championnats d'Afrique 
- vainqueur du championnat d'Afrique 2010
- vainqueur du championnat d'Afrique 2012
- vainqueur du championnat d'Afrique 2016
- vainqueur du championnat d'Afrique 2021

Jeux africains
- médaille d'or aux Jeux africains de 2011
- médaille d'or aux Jeux africains de 2019